# Сан Луис (Аризона)
Сан Луис (енгл. San Luis) град је у америчкој савезној држави Аризона. По попису становништва из 2010. у њему је живело 25.505 становника.

## Демографија
Према попису становништва из 2010. у граду је живело 25.505 становника, што је 10.183 (66,5%) становника више него 2000. године.
| Група             | 2000.          | 2010.          |
| Белци             | 1.065 (7,0%)   | 242 (0,9%)     |
| Афроамериканци    | 452 (3,0%)     | 86 (0,3%)      |
| Азијати           | 25 (0,2%)      | 47 (0,2%)      |
| Хиспаноамериканци | 13.657 (89,1%) | 25.171 (98,7%) |
| Укупно            | 15.322         | 25.505         |